# Lia van Leer
Lia van Leer (Bălţi, 8 de agosto de 1924 — Jerusalém, 13 de março de 2015) foi uma cineasta moldava.